# روس بول
روس بول (بالإنجليزية: Ross Paule)‏ هو لاعب كرة قدم أمريكي في مركز الوسط، ولد في 4 أبريل 1976 في ممفيس في الولايات المتحدة. لعب مع كولورادو رابيدز وكولومبوس كرو ونيويورك ريد بولز.

## وصلات خارجية
- روس بول على موقع الدوري الأمريكي (الإنجليزية)
- روس بول على موقع قاعدة بيانات كرة القدم.إي يو (الإنجليزية)
- روس بول على موقع Soccerbase.com (لاعب) (الإنجليزية)
- روس بول على موقع عالم كرة القدم.نت (الإنجليزية)